# Manfredi Rizza
Manfredi Rizza, noto anche con il soprannome Mampe (Pavia, 26 aprile 1991), è un canoista italiano, specializzato nel kayak, vincitore di una medaglia d'argento nella categoria K1 ai Giochi olimpici di Tokyo 2020.

## Biografia
È nato a Pavia da genitori palermitani.
Ha cominciato a praticare la canoa  nel 2000, all'età di nove anni. È cresciuto agonisticamente nella Canottieri Ticino Pavia. Nel 2015 ha conseguito la laurea in Ingegneria Meccanica presso l'Università degli Studi di Pavia.
Nel giugno 2013 ai Giochi del Mediterraneo di Mersin ha vinto la medaglia d'argento nel K1 200 metri, terminando la gara alle spalle del serbo Marko Dragosavljević. Il mese successivo all'Universiade di Kazan' 2013 è arrivato secondo nella stessa specialità, questa volta dietro al lituano Ignas Navakauskas, aggiudicandosi l'argento.
Ha rappresentato l'Italia ai Giochi olimpici estivi Rio de Janeiro 2016 dove si è classificato al sesto posto nel K1 200 metri. 
Si è laureato campione continentale agli europei di Poznań 2021, dove ha vinto la specialità nel K-2 200 metri con Andrea Di Liberto.
Ai Giochi olimpici di Tokyo 2020 ha vinto l'argento nel K1 200 metri, terminando alle spalle dell'ungherese Sándor Tótka.

## Palmarès
- Giochi olimpici

Tokyo 2020: argento nel K1 200 m.
- Europei

Poznań 2021: oro nel K-2 200 m.
- Giochi del Mediterraneo

Mersin 2013: argento nel K1 200 m.
- Universiadi

Kazan' 2013: argento nel K1 200 m.

### Coppa del Mondo
- Coppa del Mondo 2014, Milano: K2 200m, secondo posto (4 maggio 2014)[4]
- Coppa del Mondo 2015, Duisburg: K4 200m, secondo posto (24 maggio 2015)[4]
- Coppa del Mondo 2016, Duisburg: K1 200m, primo posto (22 maggio 2016)[4]
- Coppa del Mondo 2016, Duisburg: K4 200m, secondo posto (22 maggio 2016)[4]
- Coppa del Mondo 2016, Racice: K4 200m, primo posto (29 maggio 2016)[4]